# Lop Nor
Lop Nor ali Lop Nur (iz mongolskega imena, ki pomeni 'jezero Lop', kjer je Lop toponim neznanega izvora ), je nekdanje slano jezero, zdaj večinoma presahlo, ki leži med puščavama Takla Makan in Kumtag v jugovzhodnem delu Šinjdžjnga (Avtonomna pokrajina Šindžjang-Ujgur). Upravno je jezero v mestu Lop Nor (kitajsko: 罗布泊 镇; pinjin: Luóbùpō zhèn), znanem tudi kot Luodžong (罗 中; Luózhōng) v okrožju Ruočjang, ki pa je del mongolske avtonomne prefekture Bajingolin.
Jezerski sistem, v katerega se izlivata reki Tarim in Šule, je zadnji ostanek zgodovinskega postledeniškega jezera Tarim, ki je nekoč pokrivalo več kot 10.000 kvadratnih kilometrov Tarimske kotline. Lop Nor je hidrološko endoreično - prisotno je na kopnem in nima iztoka. Jezero je leta 1928 merilo 3100 kvadratnih kilometrov, vendar je presahlo zaradi gradnje jezov, ki so ovirali pretok vode, ki se napaja v jezerskem sistemu, in lahko nastanejo le majhna sezonska jezera in močvirja. Izsušena kotlina Lop Nor je prekrita s solno skorjo debeline od 30 do 100 centimetrov.
Območje severozahodno od Lop Norja se uporablja kot jedrsko preskusno mesto , od odkritja pepelike na mestu sredi 1990-ih pa je tudi kraj obsežnega rudarjenja. V regiji je nekaj območij z omejenim dostopom pod vojaškim nadzorom in zaščitnimi točkami za kulturne relikvije, ki niso odprta za javnost.

## Zgodovina
Od okoli leta 1800 pred našim štetjem do 9. stoletja je jezero podpiralo cvetočo toharsko kulturo. Arheologi so ob starodavni obali odkrili pokopane ostanke naselij in več mumij. Nekdanji vodni viri reke Tarim in Lop Nor so od drugega stoletja pred našim štetjem omogočali delovanje kraljestva Loulan, starodavne civilizacije ob Svilni cesti, ki je obšla jezersko kotlino. Loulan je leta 55 pred našim štetjem postal vazalna država kitajskega cesarstva, preimenovan v Šanšan (kitajsko: 鄯善; pinjin: Shànshàn, ujgursko پىچان, latinizirano: Pichan, dob. 'pikan'). Faksian, kitajski budistični menih, je šel mimo puščave Lop na poti v dolino Inda (395–414), sledili so mu kasnejši kitajski romarji. Marco Polo je na svojih potovanjih šel skozi puščavo Lop. V 19. in na začetku 20. stoletja so to območje obiskali in preučevali raziskovalci Ferdinand von Richthofen, Nikolaj Przevalskij, Sven Hedin in Aurel Stein. Prav tako je verjetno, da je območje obiskal švedski vojak Johan Gustaf Renat, ki je Zungarjem pomagal pri izdelavi zemljevidov nad območjem v 18. stoletju.
Jezero je dobilo različna imena v starodavnih kitajskih besedilih. V Shijiju (Zapisi velikega zgodovinarja) so ga imenovali Yan Ze (鹽 澤, dobesedno Slano močvirje), kar kaže na njegovo slano naravo, v bližini katere je bilo starodavno kraljestvo Loulan. V Hanšuju so ga imenovali Pučang Hai (蒲昌海, dobesedno 'morje obilnega trsa') in je dobilo dimenzijo od 300 do 400 li (približno 120–160 km) v dolžino in širino , kar kaže, da je bilo nekoč veliko jezero. V teh zgodnjih besedilih je bilo omenjeno tudi prepričanje, ki se je izkazalo za zmotno, da se jezero pridruži Rumeni reki skozi podzemni kanal kot izvir reke.
Jezero so v začetku 20. stoletja imenovali 'potujoče jezero', ker je reka Tarim spremenila svoj tok, zaradi česar je tudi jezero spremenilo svojo lokacijo med posušenim bazenom Lop Nor, porečjem Kara-Košun in jezerom Taitema. Ta premik terminalnega jezera je med zgodnjimi raziskovalci povzročil nekaj zmede glede natančne lokacije Lop Nor. Cesarske karte iz dinastije Čing so pokazale, da se Lop Nor nahaja v podobnem položaju kot sedanja posušena kotlina Lop Nor, toda ruski geograf Nikolaj Przevalskij je namesto tega našel končno jezero v Kara-Košunu leta 1867. Sven Hedin je to območje obiskal v letih 1900-1901 in predlagal, da je reka Tarim občasno spreminjala svoj tok v smeri proti jugu in proti severu, kar je povzročilo premik v položaju končnega jezera. Spremembo toka reke, zaradi katere je Lop Nor izsušil, je Hedin predlagal tudi kot razlog za propad starodavnih naselij, kot je Loulan.
Leta 1921 se je zaradi človekovega posredovanja končno jezero prestavilo nazaj v Lop Nor. Jezero je v letih 1930-1931 na površini merilo 2400 km2. Leta 1934 se je Sven Hedin  v kanuju spustil po novi Kuruk Darji ('Suha reka'). Ugotovil je, da je delta labirint kanalov, novo jezero pa tako plitvo, da je bilo težko pluti tudi v kanuju. Pred tem je leta 1900 v prikolici hodil po suhi Kuruk Darji.
Leta 1952 se je končno jezero nato premaknilo do jezera Taitema, ko sta bili s človekovim posredovanjem ločeni reka Tarim in reka Konjue, Lop Nor pa je do leta 1964 spet presahnil, saj je bila oskrba z jezerom prekinjena; vsa jezera so se večinoma posušila, v lokalnih vdolbinah v Taitemi pa so nastala le majhna sezonska jezera. Izguba vode v spodnji dolini reke Tarim je povzročila tudi propadanje in izgubo topolovih gozdov in grmičevja tamariš, ki so bili včasih razširjeni po spodnji dolini reke Tarim in so tvorili tako imenovani 'zeleni koridor'. Leta 2000 so v poskusu, da bi preprečili nadaljnje poslabšanje ekosistema, vodo preusmerili iz Bostenskega jezera, da bi napolnili jezero Taitema. Jezero Taitema pa se je v zadnjih 40 letih premaknilo za 30 do 40 kilometrov proti zahodu, deloma zaradi širjenja puščave. Drug vzrok destabilizacije puščave je bila sečnja topolov in vrb za drva; v odgovor je bil sprožen projekt obnove topolovih gozdov.
Posušen bazen Kara-Košun se lahko šteje za del večjega Lop Nor-a.
17. junija 1980 je kitajski znanstvenik Peng Jiamu izginil med hojo v Lop Noru v iskanju vode. Njegovega telesa nikoli niso našli, njegovo izginotje pa ostaja skrivnost. 3. junija 1996 je kitajski raziskovalec Yu Chunshun umrl med poskusom hoje čez Lop Nor. 

## Poskusna baza jedrskega orožja
Kitajska je 16. oktobra 1959 ustanovila jedrsko bazo Lop Nor s sovjetsko pomočjo pri izbiri lokacije s sedežem v Malanu (马兰, Mǎlán), približno 125 kilometrov severozahodno od Činggirdža. Prvi preizkus kitajske jedrske bombe, s kodnim imenom Projekt 596, se je zgodil na Lop Noru leta 1964. Kitajska je svojo prvo vodikovo bombo eksplodirala 17. junija 1967. Do leta 1996 je bilo izvedenih 45 jedrskih poskusov. Ti jedrski testi so bili izvedeni z metanjem bomb z letal in stolpov, izstreljevanjem raket, detoniranjem orožja pod zemljo in v ozračje.
Leta 2009 je Jun Takada, japonski znanstvenik, ki je izrazito nasprotoval testom kot »hudičevo obnašanje«, objavil rezultate svoje računalniške simulacije, ki na podlagi smrti zaradi sovjetskih testov kaže, da bi lahko na Kitajskem umrlo 190.000 ljudi zaradi bolezni povezanih z jedrskimi poskusi. Enver Tohti, projgurski aktivist za neodvisnost v izgnanstvu, je trdil, da je stopnja raka v provinci Šindžjang za 30 do 35 % višja od državnega povprečja.  Kitajska je 29. julija 1996 izvedla svoj 45. in zadnji jedrski poskus na Lop Noru in naslednji dan izdala formalni moratorij na jedrska testiranja, čeprav je obstajal sum na nadaljnje prikrite teste. Leta 2012 je Kitajska napovedala, da bo namenila 1 milijon ameriških dolarjev za čiščenje jedrske baze Malan v Lop Norju in ustvarila rdečo turistično lokacijo.
Lop Nor je dom divje baktrijske kamele (‘’Camelus ferus), ki je ločena vrsta od baktrijske kamele (‘’Camelus bactrianus). Kamele so se kljub jedrskim poskusom še naprej naravno gojile. Kitajska je leta 1996 podpisala pogodbo o celoviti prepovedi jedrskih poskusov, vendar je ni ratificirala. Kasneje so bile kamele na Rdečem seznamu IUCN uvrščene med ogrožene vrste. Po prenehanju jedrskih poskusov na Lop Noru so vdori ljudi na to območje povzročili upad populacije kamel. Divje baktrijske kamele so od leta 2002 uvrščene med kritično ogrožene, približno polovica od 1400 preostalih divjih baktrijskih kamel pa živi v nekdanji testni bazi Lop Nor, ki je bila imenovana za nacionalni naravni rezervat Lop Nor Wild Camel.

## Promet
Avtocesta od Hamija do Lop Norja (provincialna avtocesta 235 Šindžjang) je bila končana leta 2006.
Železnica Hami – Lop Nor, ki teče 374,83 kilometra severno do Hamija, po isti poti, je bila odprta za tovorne operacije novembra 2012. Železnica služi za prevoz s kalijem bogate soli, ki jo kopljejo ob jezeru, do železniške proge Lanzhou–Šinjdžjng.

## Arheološka najdišča
Glede na izredno suhost in posledično redko naseljenost so ostanki nekaterih zgradb preživeli precej časa. Ko so odprli starodavne grobove, stare nekaj tisoč let, so bila telesa pogosto mumificirana in nagrobni predmeti dobro ohranjeni. Najstarejša najdišča so povezana s starodavnimi ljudmi indoevropskega izvora.

### Loulan
Loulan ali Kroran je bilo starodavno kraljestvo, ki je temeljilo na pomembnem oaznem mestu, znanem že v 2. stoletju pred našim štetjem, na severovzhodnem robu puščave Lop. Preimenovali so ga v Šanšan, potem ko so Kitajci prevzeli nadzor nad kraljestvom v 1. stoletju pred našim štetjem. V 7. stoletju je bilo opuščeno. Najdišče je leta 1899 odkril Sven Hedin, ki je izkopal nekatere hiše in našel leseno tablico Kharosthi in številne kitajske rokopise iz dinastije Jin (266–420). [14] Na tem mestu je v začetku 20. stoletja izkopaval tudi Aurel Stein, medtem ko so kitajski arheologi to območje raziskovali v drugi polovici 20. stoletja. Na pokopališču na bregu reke Töwän so našli mumijo, imenovano Loulanova lepotica.

### Pokopališče Šjaohe
Pokopališče Šjaohe se nahaja zahodno od Lop Nora. To grobišče iz bronaste dobe je podolgovata peščena sipina, iz katere je bilo izkopanih več kot trideset dobro ohranjenih mumij. Celotno pokopališče vsebuje približno 330 grobnic, od katerih so jih okoli 160 oropali tatovi grobov.
Lokalni lovec je švedskega raziskovalca in arheologa Folkeja Bergmana do najdišča odpeljal leta 1934. Projekt izkopavanja Inštituta za kulturne relikvije in arheologijo Šindžjang se je začel oktobra 2003. Od konca leta 2002 je bilo izkopanih 167 grobnic, izkopavanja pa so razkrila na stotine manjših grobnic, zgrajenih v plasteh, pa tudi druge dragocene predmete. Leta 2006 je bila odkrita dragocena arheološka najdba: krsta v obliki čolna, ovita z volovsko kožo, v kateri je bilo mumificirano telo mlade ženske.

### Čäwrighul
Leta 1979 so bile nekatere najzgodnejše mumije odkrite na pokopališčih v kraju Čäwrighul (Gumugou), ki se nahaja zahodno od Lop Nora, na reki Könči (Kongčjue). Najdeno je bilo dvainštirideset grobov, ki so bili večinoma iz obdobja 2100-1500 pr. n. št. Na tem mestu sta bili dve vrsti grobnic, ki sta pripadali dvema različnima časovnima obdobjema. Prva vrsta pokopa je predstavljala jamske grobove, od katerih so imeli nekateri na obeh koncih palice za označevanje vzhoda in zahoda. Trupla so bila najdena stegnjena, običajno obrnjena proti vzhodu, včasih pa so bila ovita v volnene tkane in pokrita s klobučevino. Najdeni predmeti so bili košare, pšenična zrna, goveji in ovčji / kozji rogovi, ogrlice in zapestnice iz ptičjih kosti, nefritne kroglice in drobci bakra (ali brona), lončenine niso odkrili.
Tudi drugo vrsto pokopa iz kasnejšega obdobja so sestavljale jaškaste jame, obdane s sedmimi koncentričnimi krogi kolov. Najdenih je bilo šest moških grobov, v katerih so bila telesa raztegnjena na hrbet in obrnjena proti vzhodu. Najdeno je bilo le nekaj artefaktov, razen nekaterih sledi bakra ali brona.

### Miran
Miran se nahaja jugozahodno od Lop Nora. Tu so izkopavali budistične samostane, freske in skulpture pa so prikazovale umetniške vplive iz Indije in Srednje Azije, nekatere pa tudi iz Rima.

## Galerija
- Kotlina Lop Nor iz satelita.
- Satelitska slika puščave Lop z bazenom nekdanjega morja Lop Nor. V levem Kuruk-tagh, v desnem Astin-tagh..
- Satelitska slika tovarne kalijevega klorida v Lop Norju.
- Zemljevid z delom Lop Nor (spodaj desno) (DMA, 1990)